# Viking XPRS
Die Viking XPRS ist ein Fährschiff der Viking Line.

## Geschichte

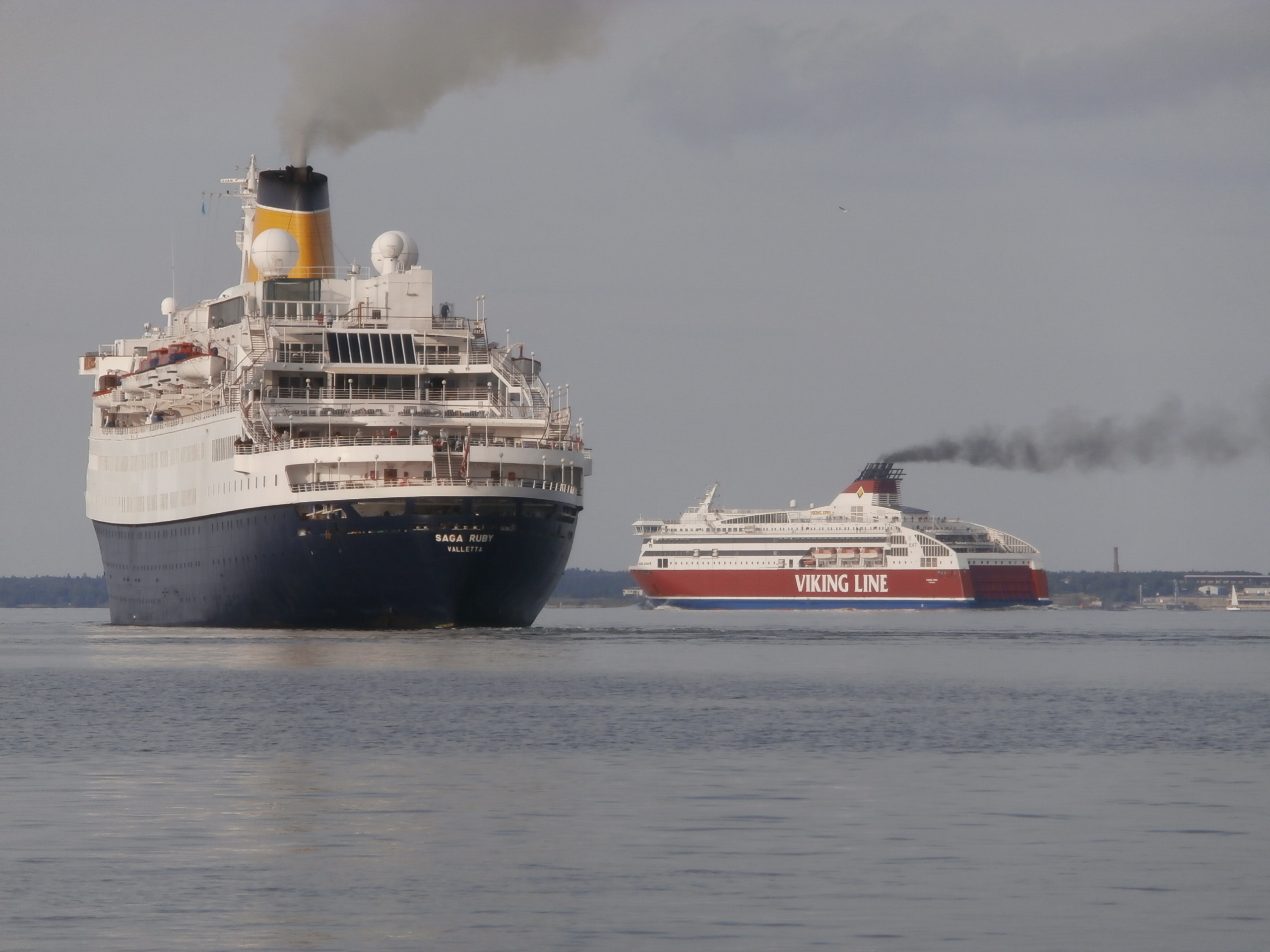
Die Viking XPRS und die Saga Ruby verlassen den Tallinner Hafen

Am 29. November 2005 bestellte die Viking Line das Schiff bei der Werft Aker Finnyards OY, der  späteren Aker Yards OY. Eine gleichzeitig vereinbarte Option über einen Neubau wurde nicht wahrgenommen. Am 16. April 2007 wurde das Schiff in Helsinki auf Kiel gelegt und am 14. September 2007 getauft. Am 20. September 2007 verließ es das Baudock. Am 21. April 2008 erfolgte die Ablieferung, worauf es unter schwedischer Flagge mit Heimathafen Norrtälje in Fahrt kam. Das Schiff war der erste Neubau von Viking Line nach 19 Jahren.
Seit dem 28. April 2008 wird die Viking XPRS im Verkehr zwischen Helsinki und Tallinn eingesetzt.
Ab dem 22. Januar 2014 fuhr das Schiff unter estnischer Flagge mit Heimathafen Tallinn. Im Dezember 2022 gab die Reederei bekannt, das Schiff im ersten Quartal 2023 nach Finnland umzuflaggen, so dass auch die Viking XPRS in Helsinki beheimatet sein wird. Jan Hanses, CEO von Viking Line, begründete die Entscheidung damit, zukünftig das Personal auf den Fährschiffen flexibler einsetzen zu können.

## Daten
Das Schiff bietet Platz für 2.500 Passagiere in 236 Kabinen und kann 60 LKW transportieren. Es hat die Eisklasse 1 A Super.